# Биненбаум, Янко
Янко Биненбаум (нем. Janko Binenbaum; 28 декабря 1880, Адрианополь — 4 февраля 1956, Шеврёз) — немецкий композитор и дирижёр.
Родился в семье турецких евреев. Учился в мужской гимназии в Софии (вместе с будущим филологом Александром Балабановым, опубликовавшим в 1905 г. статью об успехах Биненбаума в софийском журнале «Художник», глашатае болгарского модернизма), затем в 1901—1903 гг. в Мюнхенской королевской музыкальной академии у Йозефа Райнбергера и Виктора Глута.
Некоторое время работал в Мюнхене, где впервые прозвучали две его симфонии, хоровые и вокальные сочинения. В 1910 г. парижская премьера струнного квартета Биненбаума (в исполнении струнного квартета Поля Обердёрфера) привлекла внимание критики, отмечавшей, что, «хотя молодой композитор прекрасно справляется с традиционными формами и законами гармонии, ему не хватает чувства и темперамента». В 1911 г. Биненбаум представил второй струнный квартет, в 1912 г. — фортепианный квинтет, за ними последовали Третья симфония, «двойной квартет» для струнных, балет «Маска красной смерти» (фр. Masque de la mort rouge, по одноимённому сочинению Эдгара По) и симфоническая поэма «Гробница в Бузенто» (по стихотворению Августа фон Платена), получившая премию на композиторском конкурсе в Болонье. Музыка Биненбаума, оставаясь в стороне от модернистских тенденций, основывалась на немецкой классической музыкальной школе.
Некоторое время Биненбаум также работал дирижёром в оперных театрах Регенсбурга, Гамбурга и Берлина, затем перебрался во Францию, где в 1931—1932 гг. у него учился композиции Ма Сыцун.
Брат — Лазар Биненбаум (нем. Lazar Binenbaum; 1876—1953), художник и гравёр, работавший преимущественно во Франции.